# Kulaktik
Kulaktik es una localidad del estado mexicano de Chiapas. Es parte del municipio de Tenejapa.

## Demografía
| Gráfica de evolución demográfica |
|                                  |

| Censo | Población |
| ----- | --------- |
| 1910  | 497       |
| 1921  | 94        |
| 1930  | 54        |
| 1940  | 65        |
| 1950  | 223       |
| 1960  | 266       |
| 1970  | 333       |
| 1980  | 394       |
| 1990  | 604       |
| 2000  | 732       |
| 2010  | 844       |
| 2020  | 1 060     |